# Lex Fufia Caninia
Die Lex Fufia Caninia war ein nach den Konsuln Gaius Fufius Geminus und Lucius Caninius Gallus benanntes römisches Gesetz aus dem Jahr 2 v. Chr.
In diesem Gesetz wurde für die römischen Bürger festgelegt, welchen Anteil ihrer Sklaven sie freilassen durften. Dieser Prozentsatz verringerte sich, je größer die Zahl der Sklaven im Besitz des Herren waren. Ein Besitzer dreier Sklaven durfte alle freilassen; ein Besitzer von vier bis zehn Sklaven durfte die Hälfte freilassen; nannte er elf bis 30 Sklaven sein Eigen, durfte er maximal ein Drittel freilassen; ein Herr über 31 bis 100 Sklaven ein Viertel und einer von 101 bis 500 bis zu einem Fünftel. Es war aber verboten mehr als 100 Sklaven freizulassen.
Mit dem Gesetz versuchte der Staat der Verminderung des Sklavenbestandes und der Proletarisierung der Städte Einhalt zu gebieten.
Es bezog sich speziell auf Sklaven, die in rechtsgültiger Form aufgrund einer testamentarischen Verfügung freigelassen worden waren (lateinisch manumissio iusta testamento), dementsprechend ihre Freiheit erst nach dem Tod ihres Herren erhielten.